# پریسیلا (فیلم)
پریسیلا (انگلیسی: Priscilla) فیلم درام زندگی‌نامه‌ای آمریکایی محصول ۲۰۲۳ به نویسندگی، کارگردانی و تهیه‌کنندگی مشترک سوفیا کوپولا است که بر اساس کتاب خاطرات الویس و من نوشتهٔ پریسیلا پرسلی و ساندرا هارمون چاپِ ۱۹۸۵ ساخته شده‌است. این فیلم زندگی پریسیلا پریسلی و رابطهٔ او با موسیقی‌دان الویس پرسلی را دنبال می‌کند. کیلی اسپینی و جیکوب الوردی به ترتیب نقش پریسیلا و الویس را ایفا می‌کنند.
پریسیلا، نخستین بار در ۴ سپتامبر ۲۰۲۳ در جشنواره بین‌المللی فیلم ونیز به نمایش درآمد. این فیلم در ۲۷ اکتبر ۲۰۲۳ توسط ای۲۴ در ایالات متحده ابتدا به‌صورت محدود و سپس در ۳ نوامبر به‌شکل گسترده اکران شد.

## داستان
این فیلم پریسیلا پریسلی و زندگی او با الویس پرسلی را دنبال می‌کند.

## بازیگران
- کیلی اسپینی در نقش پریسیلا بیولیو پرسلی
- جیکوب الوردی در نقش الویس پرسلی
- داگمارا دومینچیک در نقش آن بیولیو
- رین مونرو بلند و امیلی میچل در نقش لیزا مری پرسلی
- جورجا کادنس در نقش پتسی پرسلی
- رودریگو فرناندز-استول در نقش آلن فورتاس
- لوک همفری در نقش تری وست

## تولید

### توسعه و انتخاب بازیگران
در ۱۲ سپتامبر ۲۰۲۲ اعلام شد که سوفیا کوپولا اقتباسی از کتاب خاطرات پریسیلا پرسلی به‌نام الویس و من را کارگردانی خواهد کرد و در آن جیکوب الوردی در نقش الویس پرسلی و کیلی اسپینی در نقش پریسیلا پریسلی حضور خواهند داشت. هنگامی که از کوپولا پرسیده شد چه چیزی باعث شد که برای فیلم بعدی‌اش خاطرات پریسیلا را اقتباس کند، او گفت: «من سال‌ها کتاب خاطرات او را داشتم و یادم است مدت‌ها پیش آن را خوانده بودم. یکی از دوستانم اخیراً در مورد او صحبت می‌کرد و ما به بحث دربارهٔ کتاب پرداختیم. دوباره آن را خواندم و واقعاً تحت تأثیر داستان او قرار گرفتم. قرار بود این پروژه بزرگ ایدیت وارتون شروع کنم که فیلمبرداری آن پنج ماه طول می‌کشید و واقعاً حوصله‌بر بود. من با چند مانع روبرو شدم، بنابراین تصمیم گرفتم به ساخت یک فیلم با یک ایده بپردازم. من خیلی به داستان پریسیلا و دیدگاه او در مورد اینکه چه حسی برای بزرگ شدن به عنوان یک نوجوان در گریس‌لند داشت، علاقه‌مند بودم. او تمام مراحل جوانی زنانه را در چنین دنیای مفصل سپری می‌کرد—چیزی شبیه به ماری آنتوانت.»
وقتی از کوپولا پرسیده شد چه چیزی باعث شد کیلی اسپینی انتخاب مناسبی برای بازی در نقش پریسیلا باشد، گفت: «این شخصیت در طول فیلم از ۱۵ سالگی تا ۲۷ سالگی سپری می‌شود، بنابراین او باید آماده بازی بود و در مدت زمان زیادی پیر شود… او بازیگر قدرتمندی است و همچنین بسیار جوان به نظر می‌رسد.» کاپولا دربارهٔ انتخاب جیکوب الوردی در نقش الویس گفت: «فکر می‌کردم هیچ‌کس کاملاً شبیه الویس نخواهد بود، اما جیکوب یک نوع جاذبه را دارد.»
کوپولا در مصاحبه ای گفت که پریسیلا پرسلی تهیه‌کنندهٔ اجرایی این فیلم است.
این فیلم موسیقی الویس پرسلی را در موسیقی متن خود ندارد. شوهر کوپولا، توماس مارس، و گروهش، فینیکس، ناظر موسیقی فیلم بودند و سانز آو رافائل (Sons of Raphael) موسیقی فیلم را نوشتند.

### فیلم‌برداری
تصویربرداری اصلی پریسیلا در ۲۴ اکتبر ۲۰۲۲ در تورنتو آغاز شد فیلمبرداری در اوایل دسامبر به پایان رسید.

## انتشار
پریسیلا در هشتادمین جشنواره بین‌المللی فیلم ونیز در ۴ سپتامبر ۲۰۲۳ به نمایش درآمد. این فیلم همچنین به عنوان منتخب اصلی جشنواره فیلم نیویورک ۲۰۲۳ در ۶ اکتبر نمایش داده می‌شود. این فیلم در ایالات متحده توسط ای۲۴ و در ایتالیا توسط ویژن دیستربیوشن توزیع خواهد شد. در ابتدا قرار بود توسط استیج سیکس فلمز و گروه سینمایی سونی پیکچرز در خارج از ایالات متحده و ایتالیا توزیع شود، اما شرکت استریم موبی حق انتشار را به دست آورد؛ شرکت د مچ فکتری (The Match Factory) عرضه بین‌المللی و خود موبی عرضه در در بریتانیا، ایرلند، آلمان و بنلوکس، ترکیه و آمریکای لاتین را به عهده دارد.

## بازخورد

### منتقدان
در وبگاه جمع‌آوری نقد راتن تومیتوز، ٪۸۲ از ۲۱۸ بررسی منتقدان مثبت است و میانگینِ امتیاز آن ۷٫۲/۱۰ است. اجماع این وبگاه چنین می‌نویسد: «در حالی که اجرای کیلی اسپینی در نقش اصلی پیشرو است، پریسیلا شاهد این است که سوفیا کوپولا نگاهی لطیف و در عین حال آگاهانه به ترکیب اغلب سمی ایجادشده با ترکیب عشق اول و شهرت دارد.» این فیلم در متاکریتیک که از میانگین وزنی استفاده می‌کند، بر اساس نظر ۵۵ منتقدین امتیاز ۷۸ از ۱۰۰ را کسب کرده که نشان‌گر «نقدهای عموماً مطلوب» است.
نیکلاس باربر در بی‌بی‌سی کالچر، آن را «پرتره‌ای عاری از مبالغه و قضاوت» از پریسیلا یافت که کاملاً در تضاد با لحن داستان‌گویی باز لورمن از داستان الویس در فیلم الویس (۲۰۲۲) بود.

### جایزه‌ها و نامزدی‌ها
| جایزه             | تاریخ مراسم    | دسته‌بندی                  | دریافت‌کننده(ها) | نتیجه    | منا.   |
| ----------------- | -------------- | ------------------------- | --------------- | -------- | ------ |
| جشنواره فیلم ونیز | ۹ سپتامبر ۲۰۲۳ | شیر طلایی                 | سوفیا کوپولا    | نامزدشده | [ ۱۸ ] |
| جشنواره فیلم ونیز | ۹ سپتامبر ۲۰۲۳ | جام ولپی بهترین بازیگر زن | کیلی اسپینی     | برنده    | [ ۱۹ ] |